# Dalby stift
Dalby stift, ett tidvis förekommande begrepp, vilket avser den missionsverksamhet som bedrevs av biskop Egino för Hamburg-Bremens räkning under perioden 1060–1066. Det var aldrig fråga om något territoriellt stift.